# Остерија Нуова (Фиренца)
Остерија Нуова је насеље у Италији у округу Фиренца, региону Тоскана.
Према процени из 2011. у насељу је живело 511 становника. Насеље се налази на надморској висини од 219 м.